# معمار خصروف (بني مطر)

تعديل مصدري - تعديل

معمار خصروف هي إحدى قرى عزلة بني قيس بمديرية بني مطر التابعة لمحافظة صنعاء، بلغ تعداد سكانها 400 نسمة حسب تعداد اليمن لعام 2004.